# Macropodaphis primigenius
Macropodaphis primigenius är en insektsart. Macropodaphis primigenius ingår i släktet Macropodaphis och familjen långrörsbladlöss. Inga underarter finns listade i Catalogue of Life.